# Dele Alli
Bamidele Jermaine "Dele" Alli, född 11 april 1996, är en engelsk fotbollsspelare som spelar för Como. Han spelade sju säsonger i Tottenham Hotspur.

## Klubbkarriär
Alli föddes och växte upp i Milton Keynes och gick med i Milton Keynes Dons ungdomsled när han var 11 år gammal. Han hade då mindre bra hemförhållanden eftersom hans far sedan länge lämnat hemmet och hans ensamstående mor, som hade tre barn till att uppfostra, missbrukade alkohol. Från tretton års ålder bodde Alli hos en annan familj. Han gjorde sin a-lagsdebut som 16-åring den 2 november 2012 när han byttes in i den 64:e minuten för att ersätta James O'Shea i en 0-0-match mot Southern Football League-klubben Cambridge City i FA-cupens första omgång. Hans första bollkontakt i professionell fotboll var en klackpassning. Hans första mål kom i returmatchen mot Cambridge elva dagar senare, där han i sin första match i startelvan gjorde mål i en 6-1-seger på Stadium mk. Han gjorde sin ligadebut i en 2-3-förlust hemma mot Coventry City den 29 december, där han spelade 71 minuter innan han ersattes av Zeli Ismail.

### Säsongen 2013–14
Säsongen 2013-14 slog sig Alli in i MK Dons A-lag på regelbunden basis. Han fanns i startelvan för säsongens premiärmatch, borta mot Shrewsbury Town som slutade 0-0. Den 28 september gjorde Alli sitt första professionella ligamål i en 4-1-vinst mot Stevenage.
Efter skadeproblem i slutet av 2013 etablerade sig Alli som tränare Karl Robinsons förstaval 2014. Han gjorde öppningsmålet i 3-2-seger över Shrewsbury Town på Stadium mk den 11 januari, med en nick på ett inlägg från Stephen Gleeson. Den 11 mars gjorde Alli gjorde ett hat trick och MK Dons samtliga mål i en seger med 3-1 mot Notts County på Meadow Lane. Hans nästa och sista mål för säsongen kom den 5 april mot Coventry City på Sixfields Stadium; Alli slog till med ett volleymål från långdistans i en match som MK Dons vann med 2-1.
Han gjorde sammanlagt 37 framträdanden under säsongen 2013-14 och 7 mål varav 6 mål i ligan.

### Säsongen 2014–15

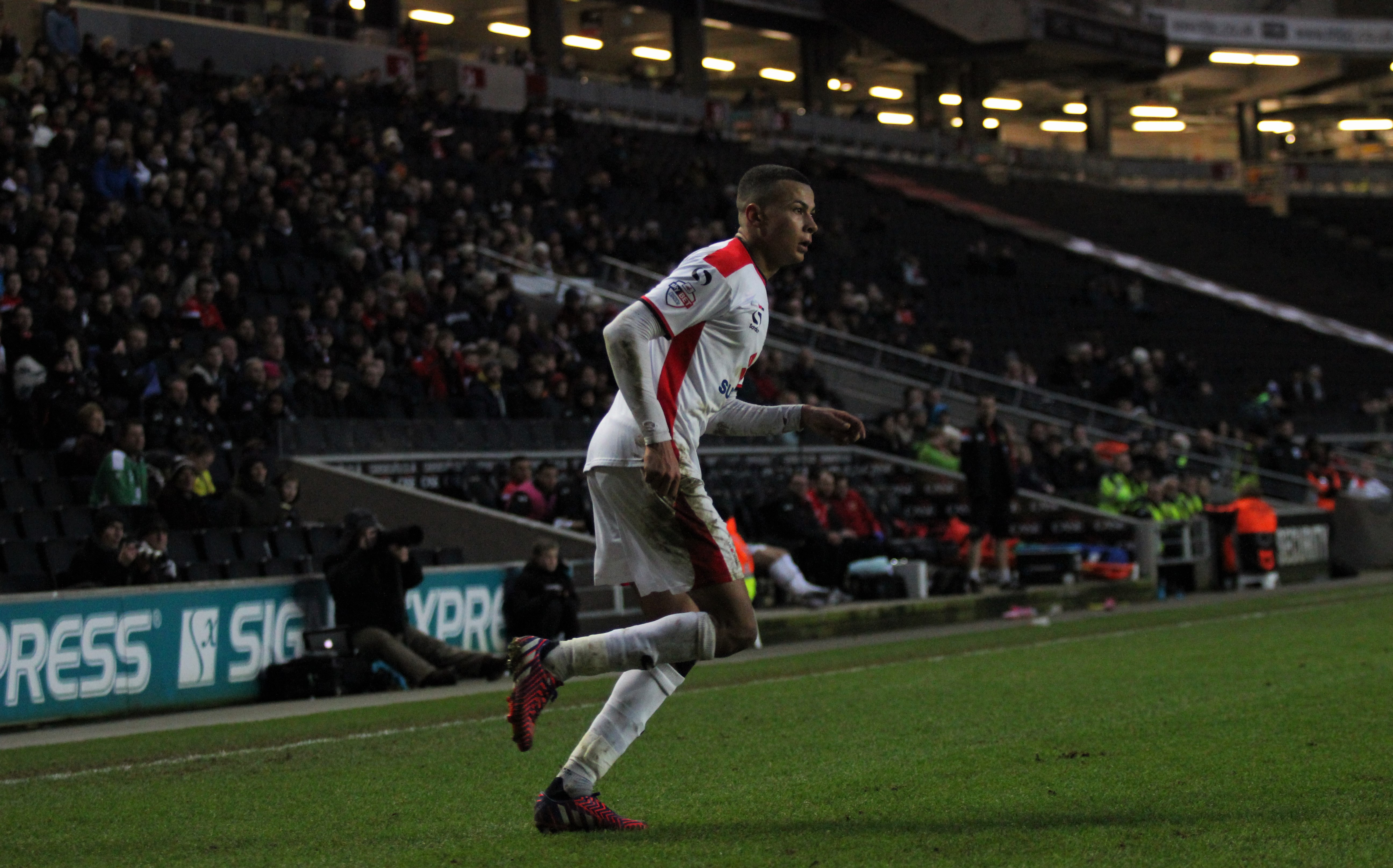
Alli i MK Dons 2015.

Med Stephen Gleesons övergång till Birmingham City i juni 2014 blev Alli förstahandsvalet på det centrala mittfältet bredvid Darren Potter. Han inledde säsongen positivt och spelade säsongens öppningsmatch som Dons vände ett 2-0 underläge till att besegra Gillingham med 4-2. Han hjälpte sedan laget till en 3-1-seger över rivalerna AFC Wimbledon i Ligacupens första omgång. Hans första mål för säsongen 2014-15 kom i första ligamatchen på bortaplan, en förlust med 3-2 mot Peterborough United där han slog in en retur från ett skott från Will Grigg.
Den 26 augusti spelade Alli 90 minuter i Ligacupens andra omgång i vilken MK Dons registrerade en historisk 4-0-vinst över Manchester United. Det rapporterades att många scouter från toppklubbar i Europa var på plats för att se honom spela, inklusive representanter från Bayern München och Liverpool. I den efterföljande matchen fortsatte Alli sin form med att skruva in en boll från utkanten av straffområdet mot Crawley Town. Efter landslagsuppehållet spelade Alli spelade 77 minuter i en 5-3-seger mot Barnsley där han spelade fram till Dons andra mål och gjorde själv lagets tredje mål med en chipp över Barnsleys målvakt.
Den 18 september förlängde Alli sitt kontrakt med MK Dons fram till juni 2017. Två dagar senare, i en match mot Crewe Alexandra, gjorde han ett hat-trick och en assist i vad som visade sig bli en seger med en 6-1 för Dons. Det var Allis andra hat-trick i karriären och det första han gjort på hemmaplan, vilket också ledde till att han blev utsedd till matchens lirare.

### Tottenham Hotspur
Den 2 februari 2015 skrev Alli på för  Tottenham Hotspur under transferfönstrets sista timmar. Övergångssumman för kontraktet på fem och ett halvt år rapporterades omfatta 5 miljoner pund och Alli lånades tillbaka till MK Dons för resten av säsongen.

#### Lån till MK Dons
Den 19 april 2015 utsågs han till årets unga spelare på Football League Awards. Säsongen avslutades den 3 maj med MK Dons avancemang till Championship som tvåa i ligan bakom Bristol City efter en 5-1-vinst hemma mot Yeovil Town.

#### Säsongen 2015–16
Den 8 augusti 2015 gjorde Alli sin debut i Tottenham debut i öppningsmatchen mot Manchester United där han ersatte Eric Dier för matchens sista 13 minuter. Två veckor senare, gjorde han sitt första mål för klubben efter att ha kommit in istället för Christian Eriksen i en 1-1-match mot Leicester City.
Den 13 september 2015 Alli gjorde sitt första framträdande i Tottenhams startelva när Spurs besegrade  Sunderland med 1–0 på Stadium of Light. Den 2 november 2015 gjorde han det andra målet i en seger med 3-1 över Aston Villa. Sex dagar senare spelade han sitt första Londonderby tillsammans med Dier på det centrala mittfältet och utsågs till matchens lirare i matchen som slutade 1-1 mellan rivalerna Arsenal och Tottenham. Den 5 december 2015 gjorde han sitt tredje mål för Tottenham i en match som slutade 1-1 mot West Bromwich Albion på The Hawthorns.
Efter en imponerande start på sin Premier League-karriär, fem mål och tre assist i sina 18 första ligamatcher, belönades han den 12 januari 2016 med ett långtidskontrakt fram till 2021.

### Everton
Den 31 januari 2022 värvades Alli av Everton, där han skrev på ett 2,5-årskontrakt.

#### Lån till Beşiktaş
Den 25 augusti 2022 lånades Alli ut till Beşiktaş på ett låneavtal över säsongen 2022/2023.

## Landslagskarriär

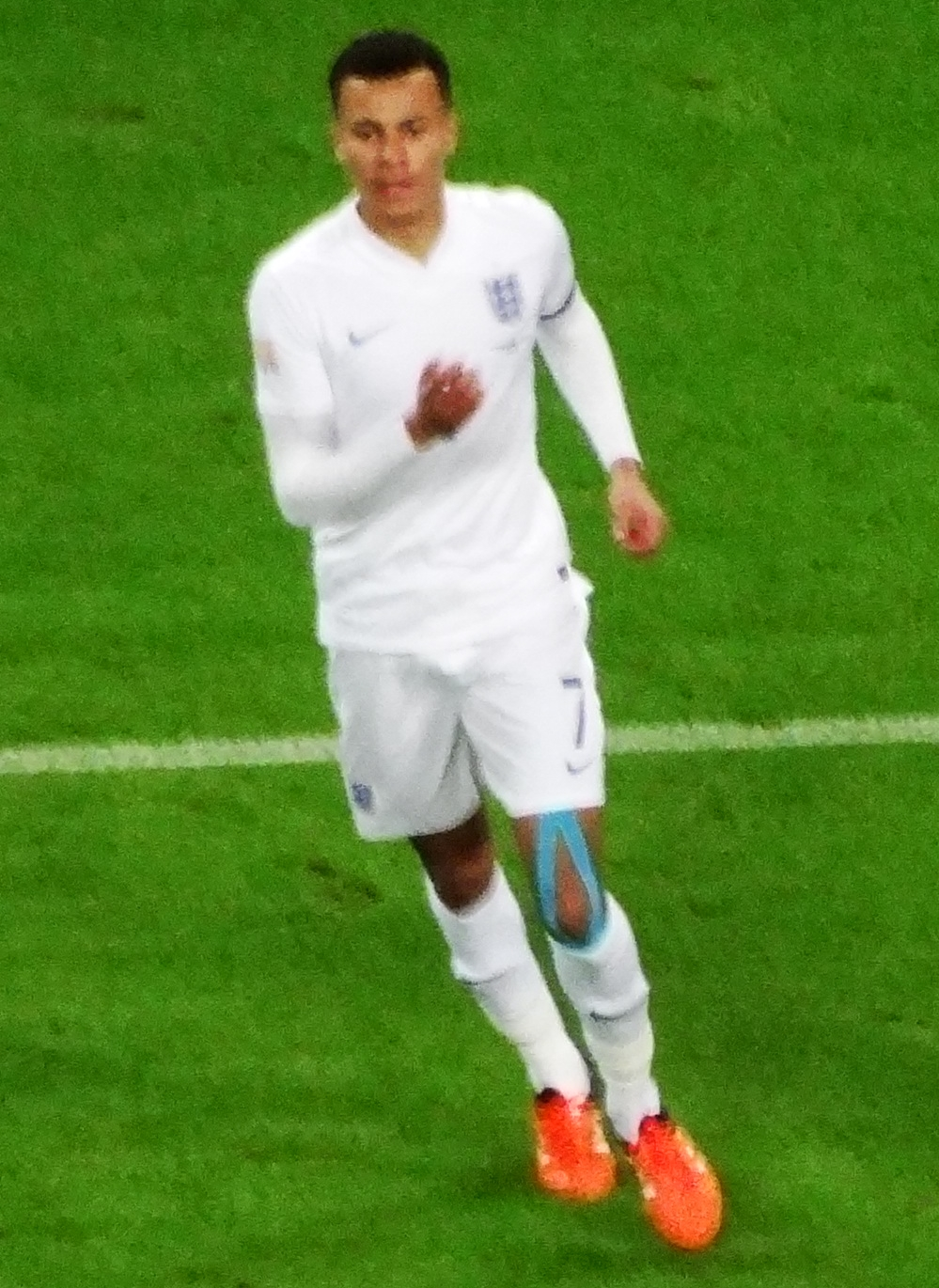
Alli under en träningslandskamp mot Frankrike 2015.

Alli har gjort flera framträdanden på U17- och U18-nivå för England. Efter en imponerande inledning på säsongen blev Alli den 27 augusti 2014 inkallad till Englands U19-trupp.
I februari 2015 rapporterades det att John Fashanu skulle försöka övertyga Alli att spela för Nigeria. Den 1 oktober samma år var han dock med i Roy Hodgsons truppen till EM-kvamatcherna mot Estland och Litauen. Han gjorde sin debut mot Estland den 9 oktober då en ersatte Ross Barkley i en match England vann med 2-0.
Den 17 november 2015 gjorde Alli sin första match från start för England och gjorde även sitt första landslagsmål efter att ha sett ett långskott segla förbi Tottenhamlagkamraten och målvakten Hugo Lloris i en 2-0-seger mot Frankrike på Wembley Stadium.

### Landslagsmål
| Nr | Datum            | Arena                            | Motståndare | Mål | Resultat | Matchtyp              |        |
| -- | ---------------- | -------------------------------- | ----------- | --- | -------- | --------------------- | ------ |
| 1. | 17 november 2015 | Wembley Stadium, London, England | Frankrike   | 1–0 | 2–0      | Vänskapsmatch         | [ 41 ] |
| 2. | 8 oktober 2016   | Wembley Stadium, London, England | Malta       | 2–0 | 2–0      | Kvalspel till VM 2018 | [ 42 ] |
| 3. | 7 juli 2018      | Samara Arena, Samara, Ryssland   | Sverige     | 2–0 | 2–0      | VM 2018               |        |

## Meriter
MK Dons
- Football League One: Tvåa 2014–15[25]

Individuellt
- Football League Young Player of the Month: Augusti 2014[43]
- Football League One Player of the Month: Januari 2015[44]
- Football League Young Player of the Year: 2014–15[24]
- PFA Football League One Team of the Year: 2014–15[45]
- Premier League PFA Team of the Year: 2015–16[46]
- PFA Young Player of the Year: 2015–16[47]